# Constantin Drâmbă
Constantin Drâmbă (n. 19 iulie 1907, Borșani, Bacău – d. 10 februarie 1997, București) a fost un  matematician și astronom român, membru titular (din 1990) al Academiei Române. A contribuit la studiul problemei celor trei corpuri din astrodinamică.

## Biografie
Tatăl său, învățător, i-a oferit primele cunoștințe matematice.
Clasele primare le-a urmat la Galați, iar pe cele superioare la București.

A fost licențiat în matematică în 1929.
A lucrat ca observator, calculator la Observatorului Astronomic al Academiei Române, apoi avansat ca observator suplinitor.
În 1934 a fost trimis la Paris pentru un stagiu de doi ani, unde a audiat cursurile profesorului Jean Chazy de la Sorbona.
Reîntors în țară, devine astronom definitiv, apoi conferențiar la Catedra de Astronomie și Geofizică la Facultatea de Construcții din București, de unde de unde a trecut la Institutul de Geologie, predând și la Universitatea din București geometria descriptivă, analiza matematică și mecanica cerească (1949 - 1952).
În perioada 1952 - 1961 este profesor, șef de catedră la Universitatea Petrol-Gaze din Ploiești.
În 1961 este definitivat ca profesor de astronomie la Facultatea de Matematică-Mecanică a Universității din București, iar din 1963 director al Observatorului Astronomic al Academiei Române din București.
În 1963 devine membru corespondent al Academiei, iar în 1990 a devenit membru titular.

## Activitate științifică
A colaborat la Gazeta Matematică cu unele articole din geometria triunghiului.
A colaborat cu Observatorul Astronomic din Pulkovo în cadrul Anului Științific Internațional.
A studiat curbele loxodromice pe o suprafață.
În teza de doctorat a studiat problema celor trei corpuri și a obținut ecuațiile traiectoriilor independent de mișcarea masei, partea originală a tezei fiind studiul ciocnirii duble imaginare, rezultatele sale fiind citate în lucrările lui Jean Chazy, ale astronomului Pierre Sémirot de la Observatorul din Bordeaux și la Congresul Astronomic din 1952.

## Scrieri
- 1940: Sur les singularités réelles et imaginaires dans le problème des trois corps, teza sa de doctorat;
- 1954, 1958: Ecuații diferențiale, lucrare în care se ocupă de proprietățile calitative ale sistemelor de ecuații diferențiale, de singularitățile câtorva sisteme diferențiale, de soluțiile ecuațiilor liniare omogene cu coeficienți constanți;
- 1958: Elemente de mecanică cerească, Biblioteca Societății de Stiințe Fizice și Matematice din R.P.R., Editura Tehnică, București;
- 1964: Galileo Galilei, deschizătorul de drumuri în astronomie;
- 1966: N. Coculescu.